# Стоянцев, Алексей Андреевич
Алексей Андреевич Стоянцев (27 марта 1906, село Тербуны, Орловская губерния — 11 мая 1987, город Киев) — советский партийный деятель. Депутат Верховного Совета УССР 2-го, 5-го созывов. Член ЦК КП(б)У в 1949 — 1952 г. Член Ревизионной Комиссии КПУ в 1960 — 1961 г.

## Биография
Родился в крестьянской семье. Трудовую деятельность начал в 1918 году в сельском хозяйстве, затем на транспорте речного пароходства.
Член ВКП(б) с 1929 года.
Окончил рабочий факультет и авиационный институт.
В 1937–1938 – инструктор отдела науки ЦК КП(б)У. В 1938–1939 – заместитель заведующего отделом науки ЦК Компартии Украины. В 1939–1941 – заведующий отделом машиностроения ЦК КП(б)У.
С 7 мая 1941 по 1943 год – секретарь ЦК КП(б)по авиационной промышленности. Во время Великой Отечественной войны уполномоченный военных советов ряда фронтов; парторг ЦК ВКП(б) на авиационном заводе в городе Куйбышеве (РСФСР).
В 1944–1945 – заведующий отделом машиностроения и заместитель секретаря ЦК Компартии Украины
В 1945–1947 – заведующий отделом по западным, Закарпатской и Измаильской областям УССР ЦК КП(б)У и заместитель секретаря ЦК КП(б)У. В 1947 – 1948 – заместитель начальника Управления по проверке партийных органов ЦК КП(б)У.
В 1948 – 1949 – 2-й секретарь Запорожского областного комитета Компартии Украины.
В 1949 – 1950 – 1-й секретарь Кировоградского областного комитета КП(б)У.
С 1950 – заместитель заведующего отделом партийных, профсоюзных и комсомольских органов ЦК КП(б)У.
В 1950–1951 – заместитель министра государственного контроля Украинской ССР. В 1951–1956 – 1-й заместитель министра государственного контроля Украинской ССР
В 1956 – 8 января 1958 – министр государственного контроля Украинской ССР.
8 января 1958 – 1961 – председатель Комиссии советского контроля Совета Министров Украинской ССР. В 1961 – 1963 – 1-й заместитель председателя Комиссии государственного контроля Совета Министров Украинской ССР.
В 1963 – 1973 – в аппарате Государственного комитета Совета Министров Украинской ССР по использованию трудовых резервов.
С 1973 года персональный пенсионер союзного значения в Киеве.

## Награды
- орден Трудового Красного Знамени
- орден Красной Звезды
- орден Отечественной войны 2-й степени
- медали